# Hệ thống trồng trọt
Hệ thống trồng trọt (Cropping system) là một hệ thống phụ trong hệ thống canh tác, bao gồm việc thực hiện mô hình canh tác cây trồng và sự liên quan giữa những cây trồng này với môi trường. Hệ thống canh tác trồng trọt cũng có thể được hiểu là những hoạt động mà con người sử dụng những tài nguyên (kinh tế, tự nhiên, xã hội...) để tác động vào cây trồng trong một không gian và thời gian nhất định nhằm tạo ra sản phẩm phục vụ cho nhu cầu của con người và xã hội.

## Thành phần kỹ thuật của hệ thống
Trong hệ thống trồng trọt, các thành phần kỹ thuật (hợp phần kỹ thuật - component technology) là yếu tố rất quan trọng, quyết định lớn đến hiệu quả kinh tế, xã hội, môi trường của hệ thống. Các thành phần kỹ thuật bao gồm:
- Công tác giống: bao gồm các hoạt động chọn giống, lai giống, giữ giống... đảm bảo sự phù hợp với điều kiện thổ nhưỡng, khí hậu, đất, nước, dịch, bệnh hại tại khu vực canh tác
- Kỹ thuật làm đất: bao gồm những phương thức làm đất như sử dụng động vật làm sức kéo, cơ giới hóa để cày lật đất, bừa, sản phẳng, lên luống…
- Kỹ thuật gieo trồng: gieo sạ, cấy hiệu ứng hàng biên, cấy máy, cấy SRI... trong sản xuất lúa; đóng bầu ươm...
- Kỹ thuật bón phân

## Một số hệ thống trồng trọt
- Trồng trọt hữu cơ (Organic Cultivation):